# New York Call
Le New York Call était un journal quotidien socialiste qui a paru à New York de 1908 à 1923. Le Call a été le deuxième des trois quotidiens anglophones affiliés au Parti socialiste d'Amérique, après le Chicago Daily Socialist (1906-1912) et avant le Milwaukee Leader (en) (1911-1938).
Il est fondé par Theresa Serber Malkiel et son époux, Leon A. Malkiel.